# Żandarm się żeni

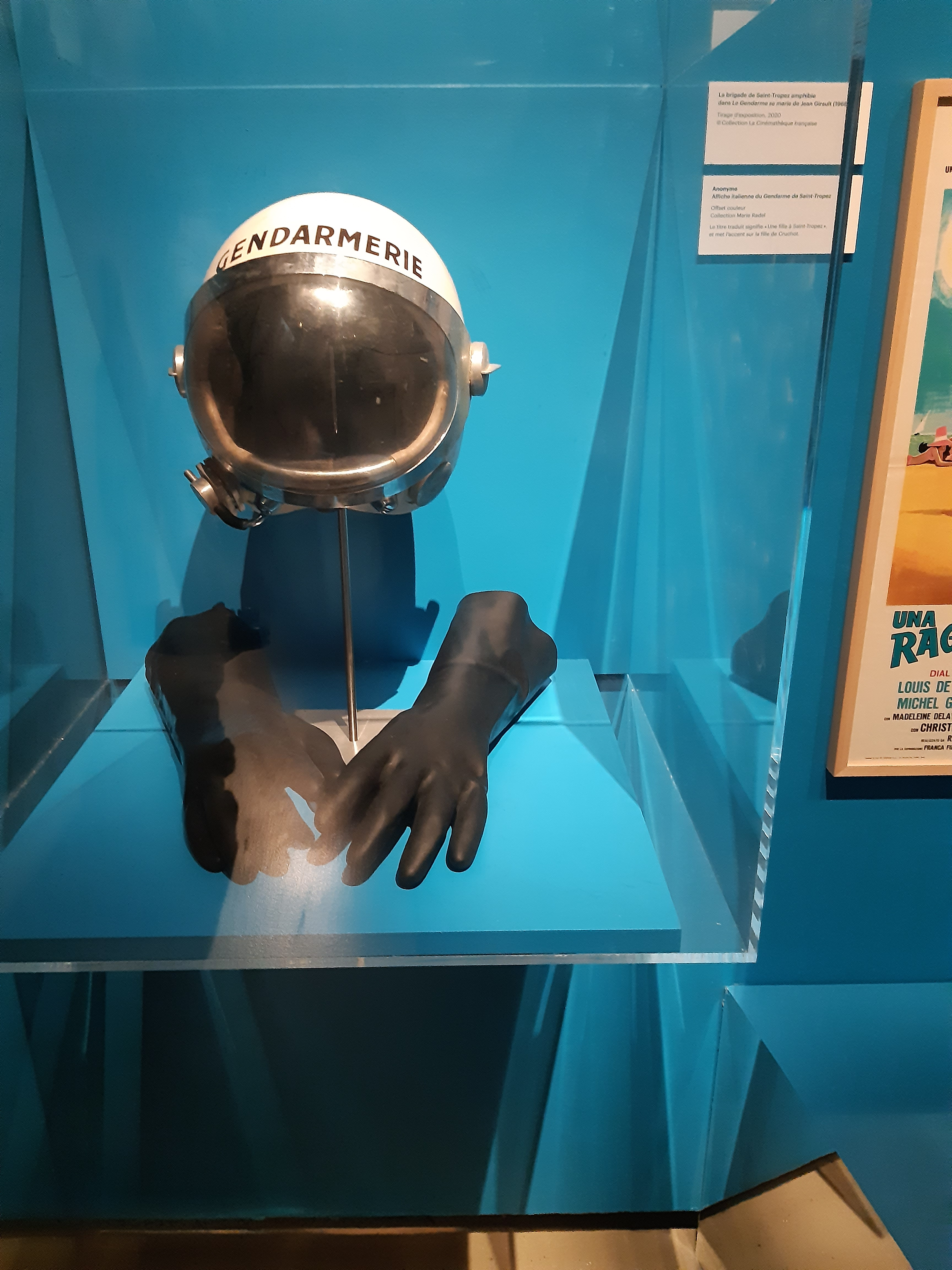
Rekwizyty z filmu

Żandarm się żeni (fr. Le gendarme se marie) – francusko-włoski kolorowy film komediowy z 1968 roku, z Louisem de Funèsem w roli głównej. Trzecia część serii o żandarmie Ludovicu Cruchot.
Polska premiera odbyła się w lipcu 1971 roku w podwójnym pokazie z krótkometrażowymi Zabronionymi zabawami Ryszarda Rydzewskiego.

## Fabuła
Zbliżają się wakacje i na Lazurowe Wybrzeże ciągną rzesze turystów. Aby zapanować nad tłumami, żandarmi z Saint-Tropez otrzymują zadanie przejścia do cywila. Dzięki temu mogą bez przeszkód karać wszelkie przestępstwa. Każdy z funkcjonariuszy ma przydzielone zadanie i własny pseudonim operacyjny, a nad prawidłowym przebiegiem akcji czuwa, z lornetką w ręku, sierżant Ludovic Cruchot (Louis de Funès).
Nieoczekiwanie drogę zajeżdża mu rozpędzony Ford Mustang. Cruchot bez zastanowienia rusza w pościg za samochodem. Kierowcą auta okazuje się być Josépha Lefrançois (Claude Gensac), ponętna wdowa po pułkowniku żandarmerii, o szerokich koneksjach w wojsku i aparacie państwowym. Cruchot robi jej piekielną awanturę i karze wysokim mandatem, zanim dowiaduje się kim jest kobieta. Od konsekwencji służbowych ratuje go wrażenie, jakie wywiera na Józefinie: jest tak podobny do jej męża nieboszczyka, że wdowa zakochuje się w nim od pierwszego wejrzenia. Rozpoczyna się okres romantycznych zalotów. Przy okazji sierżant zatrzymuje groźnego przestępcę, który poprzysięga zemstę.
Tymczasem, zazdrosny o uczucie, komendant Gerber (Michel Galabru) obmyśla chytry plan poróżnienia zakochanych. Miłosnym amorom ojca, przygląda się z niepokojem również Nicole (Geneviève Grad), dorosła córka Cruchota. Sytuację pogarsza fakt, że przyszła macocha myśli, że jest ona dopiero małą dziewczynką.
Na przeszkodzie udanemu związkowi stoi również zbyt niska szarża kandydata na męża. Ambitny sierżant staje więc do egzaminów kwalifikacyjnych na stanowisko komendanta posterunku w Saint-Tropez. Jego najgroźniejszym rywalem jest obecny komendant, Gerber, który wyjątkowo skrupulatnie przygotowuje się do sprawdzianu. To jeszcze nie koniec problemów Cruchota, bo z więzienia ucieka rzeźnik Fredo.

## Obsada
- Louis de Funès jako st. wachm./st. chor. Ludovic Cruchot
- Geneviève Grad jako Nicole Cruchot
- Claude Gensac jako Josépha Lefrançois
- Michel Galabru jako chor./st. chor. Jérôme Gerber
- Jean Lefebvre jako żand. Lucien Fougasse
- Christian Marin jako żand. Albert Merlot
- Guy Grosso jako żand. Tricard
- Michel Modo jako żand. Berlicot
- Maurizio Bonuglia jako narzeczony Nicole
- Mario David jako rzeźnik Frédo, przestępca
- Yves Vincent jako pułkownik z egzaminu
- Nicole Vervil jako Cecylia Gerber
- France Rumilly jako siostra zakonna
- Nicole Garcia jako koleżanka Nicole
- Dominique Davray jako instruktorka tańca
- Jean-Pierre Bertrand jako Eddie, kolega Nicole
- Claude Bertrand jako policjant niebieskie kurczę
- Jean Ozenne jako prefekt
- Robert Destain jako komendant który stracił rękawiczki
- Bernard Lavalette jako instruktor tańca
- André Tomasi jako kierowca traktora
- Yves Barsacq jako kierowca samochodu
- Rudy Lenoir jako kandydat na egzaminie
- Dominique Zardi jako kandydat na egzaminie
- René Berthier jako adiutant pułkownika na egzaminie

### Ekipa
- Reżyser: Jean Girault
- Scenarzysta: Jean Girault
- Scenarzysta: Richard Balducci
- Muzyka: Raymond Lefèvre
- Zdjęcia: Marc Fossard
- Scenografia: Sydney Bettex

W 2016 w budynku, w którym nagrywane było pięć pierwszych filmów z serii, otwarte zostało Muzeum Żandarmerii i Kina.